# Bucranio

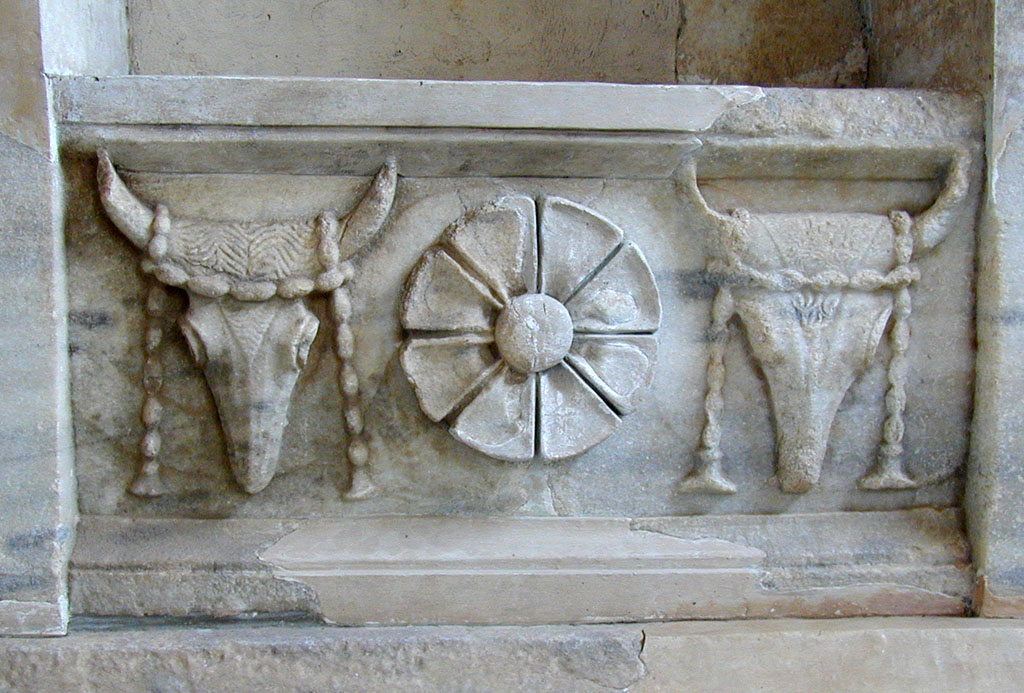
Parapetto con bucrani proveniente dalla Rotonda di Arsinoe (Museo di Samotracia)

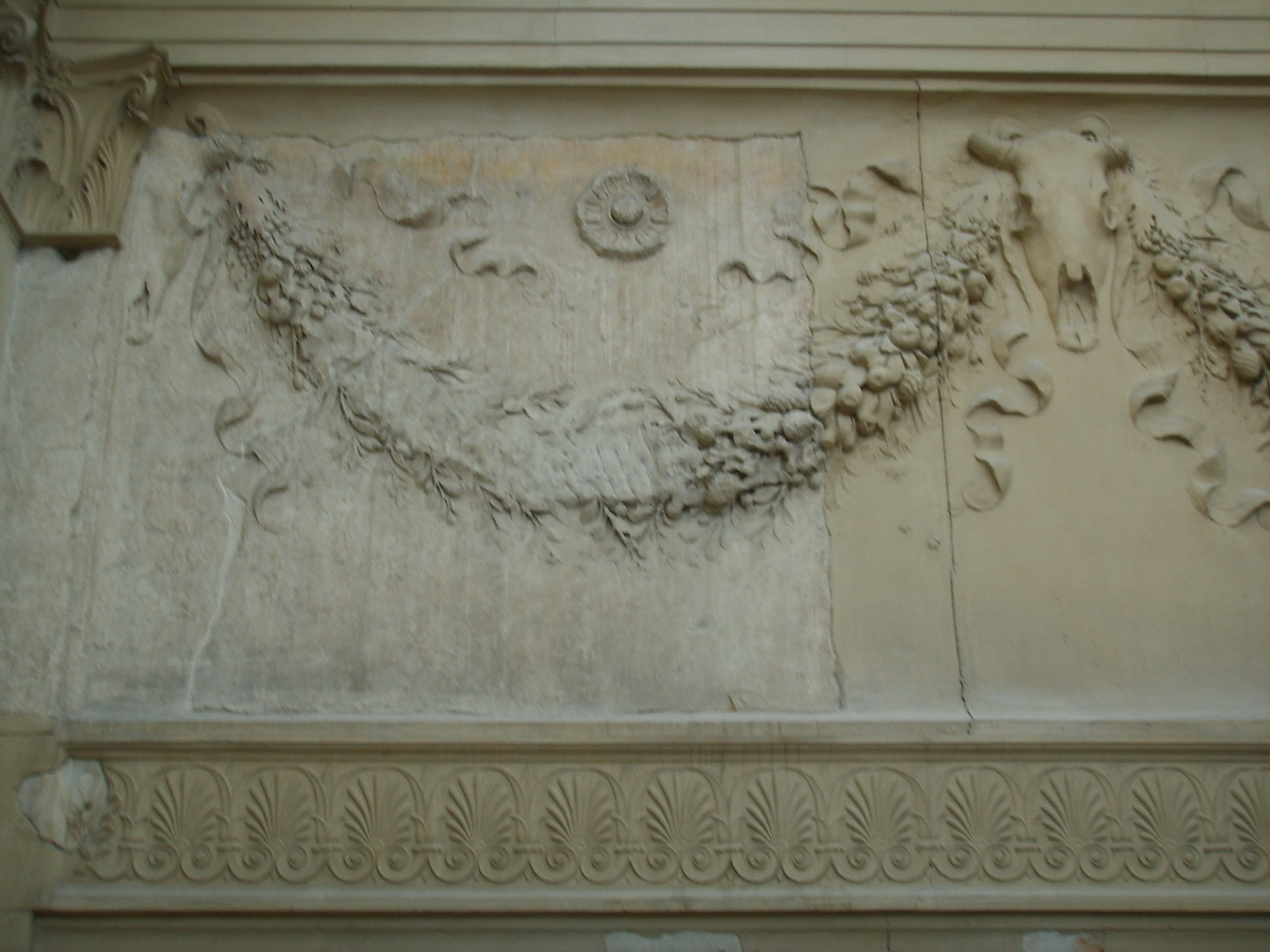
Bucrani con ghirlande sull'Ara Pacis

Il bucranio (dal gr. βουκράνιον, lat. bucranium "(cranio di bue") è il teschio di bue usato spesso come elemento decorativo nell'arte greca e romana (ad esempio nelle metope dell'ordine dorico), e ripreso dal Rinascimento in poi.

## Descrizione e origini
Il bucranio è una decorazione marmorea presente in monumenti romani e in contesti sacrali greci, con soggetto di teschi di bue o altri animali ornati da festoni.
L'origine deriva dall'abitudine di appendere i crani di buoi o di altri animali sugli altari o attorno ai templi pagani, dopo i sacrifici rituali.
Il bucranio era già presente nell'arte ceramica mesopotamica del IV millennio a.C. e nella pittura egizia funeraria del II millennio a.C. e costituisce uno dei più diffusi motivi decorativi dell'arte sud-arabica.
Nell'antica Roma compare in monumenti di notevole rilevanza, come l'Ara Pacis Augustae.
Tornò di moda nella pittura e nella scultura del Rinascimento e nel Neoclassicismo.